# Synagrops trispinosus
Synagrops trispinosus és una espècie de peix pertanyent a la família dels acropomàtids.

## Descripció
- Pot arribar a fer 11,5 cm de llargària màxima.
- Cos allargat i cap esvelt.
- La primera aleta dorsal i la segona estan clarament separades.
- 8-9 espines i 10 radis tous a l'aleta dorsal i 3 espines i 8-9 radis tous a l'anal.
- Espines pèlviques amb la vora anterior clarament dentada.
- 25 vèrtebres.
- 46-51 escates a la línia lateral.
- Totes dues mandíbules tenen una única filera de dents. Canines llargues, esmolades i ben separades.
- Mandíbula inferior amb dues canines petites a la part davantera.[5][6]

## Hàbitat
És un peix marí i batidemersal que viu entre 36 i 550 m de fondària i entre les latituds 13°N-6°N. Es troba a prop de la superfície durant la nit.

## Distribució geogràfica
Es troba a l'Atlàntic occidental: des del nord-est del golf de Mèxic fins a Surinam.

## Observacions
És inofensiu per als humans.